# Ellen Howell
Ellen Suzanne Howell (3 maggio 1961) è un'astronoma statunitense.
Il Minor Planet Center le accredita la scoperta dell'asteroide 3598 Saucier effettuata il 18 maggio 1977.
Ha inoltre scoperto la cometa periodica 88P/Howell.
Per alcune sue pubblicazioni scientifiche è citata come Ellen Howell Bus o Ellen Bus dal cognome del ex-marito e collega Schelte John Bus.
Le è stato dedicato l'asteroide 2735 Ellen.